# Sito Riera
Llorenç Riera Ortega, meglio noto come Sito Riera (Manacor, 5 gennaio 1987), è un calciatore spagnolo, attaccante del Manacor.

## Caratteristiche tecniche
Ala destra, può giocare sia come prima punta sia come ala sinistra.

## Carriera

### Club
Prodotto delle giovanili del Barcellona, è presto ceduto ai rivali dell'Espanyol. Dopo un anno in prestito in Grecia dove, pur decidendo le partite contro Thrasyvoulos e Iraklis, non convince: il 1 luglio 2009 l'Espanyol lo cede al Panionios in cambio di 150000 €. Dopo tre stagioni mediocri, dove segna 7 gol in una cinquantina di presenze (decide la sfida sull'AEK Atene, 1-0), si trasferisce in Ucraina a parametro zero.
Esordisce nelle competizioni UEFA per club il 25 luglio 2013, contro la Dacia Chisinau (2-1). Il 1º agosto seguente arriva anche il primo gol in Europa, contro la Stella Rossa Belgrado (3-1). Dopo più di 50 incontri tra campionato e coppe e soli 4 gol, nel 2014 passa a giocare in Kazakistan. Stenta la prima stagione, gioca meglio nella seconda dove arriva la sua prima doppietta nel professionismo dopo circa 170 presenze nei vari campionati di massima divisione: il 5 luglio 2015 realizza due gol allo Shakhter Karagandy (0-5).

## Palmarès

### Club

#### Competizioni nazionali
- Qazaqstan Kubogy: 2

Qaırat: 2014, 2015
- Supercoppa del Kazakistan: 1

Qaırat: 2016